# M2 (Unternehmen)

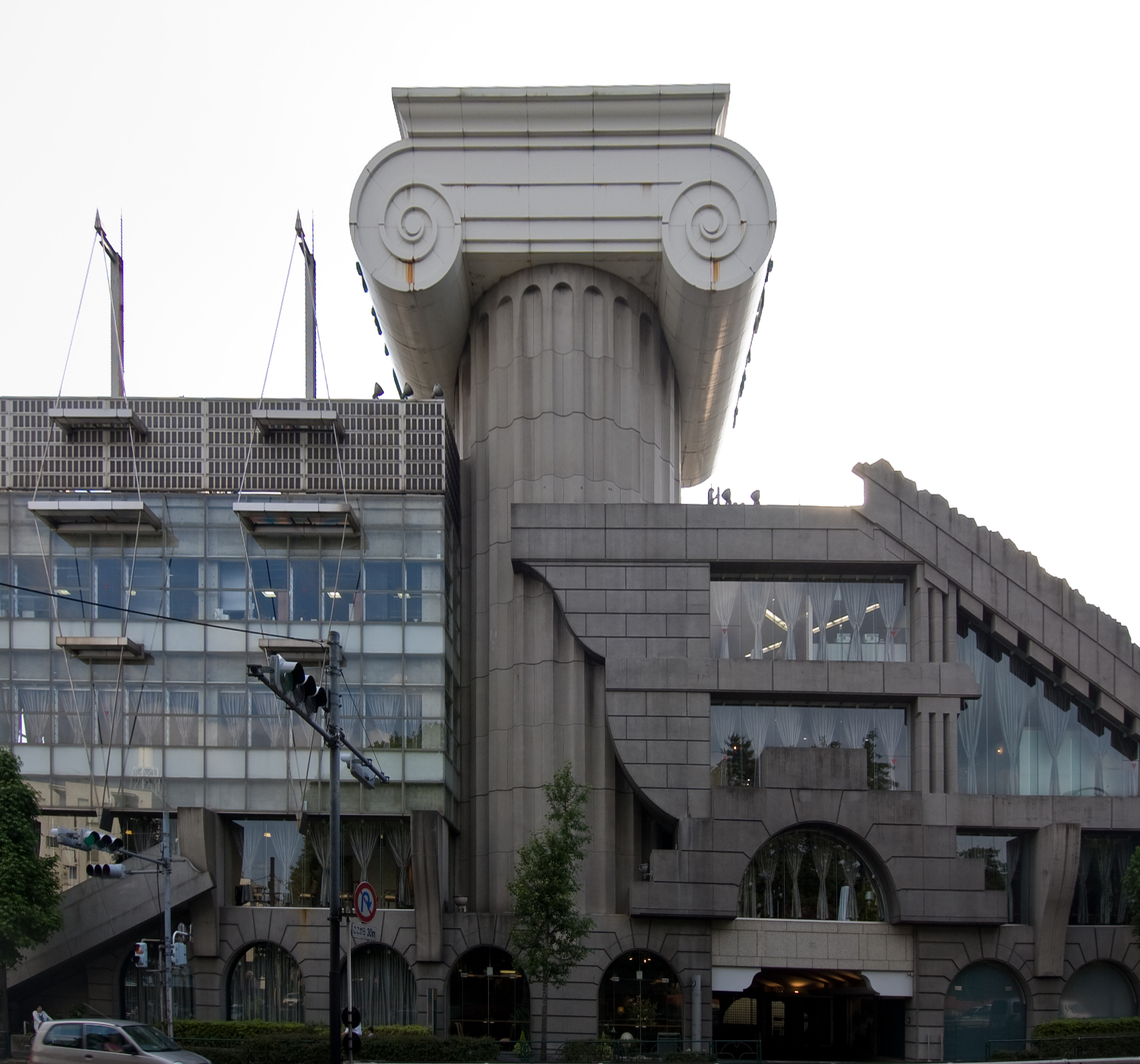
Das M2 Building in Tokio

M2 Incorporated, später M2 Corporation, ist eine ehemalige Konzerngesellschaft des japanischen Automobilherstellers Mazda, die von 1991 bis 1994 Bestand hatte. Das Unternehmen war verantwortlich für eine eigenständige Projektplanung und die Herstellung von Fahrzeugteilen. Unter dem Markennamen M2 machte sich das Unternehmen einen Namen und war auch als Automobilhersteller tätig.

## Beschreibung
Am Firmenhauptsitz in Tokio präsentierte sich das Unternehmen lediglich mit seinen Büroräumen. Die erste Etage war dabei als Verkaufsraum geschaffen, in dem nur einzelne Fahrzeugteile erhältlich waren. Das zweite Stockwerk hingegen war eine Promenade, die eine gute Übersicht über den unter ihm liegenden Verkaufsraum ermöglichte.
Für die Kunden, die ein Komplettfahrzeug wünschten, war das angegliederte Gebäude Setagaya Matsudarotari bestimmt. Hier konnten die Fahrzeuge beschaut und begutachtet werden. So wurden die Produkte immer auf die Kundenwünsche entsprechend den geäußerten Meinungen der Firmenkunden ausgelegt.
In der Finanzkrise von 1994 musste Mazda seine Marke M2 allerdings wieder schließen. Da die Fahrzeuge lediglich in einer kleinen Serie existieren, haben diese bei Sammlern einen hohen Stellenwert. Bislang sind aber alle bekannten Fahrzeuge der Marke in Japan registriert.

## Modellübersicht

### Modelle
- M2 1001 (1991 bis 1992, 300 Einheiten)[2][3][4]
- M2 1002 (nur 1992, 40 Einheiten)[5][6]
- M2 1003[4]
- M2 1005
- M2 1006[4]
- M2 1007[4]
- M2 1014
- M2 1015[7]
- M2 1020
- M2 1028 (1994, 300 Einheiten)[8]
- M2 1031

### Konzeptfahrzeuge
- M2 1008 (1994, wurde vom Unternehmen Tokyo Limited montiert)[4]